# Habenaria pentadactyla
Habenaria pentadactyla är en orkidéart som beskrevs av John Lindley. Habenaria pentadactyla ingår i släktet Habenaria och familjen orkidéer. Inga underarter finns listade i Catalogue of Life.